# Raoul Claes
Raoul Jean Marie Claes (Bruxelles, 2 octobre 1864 – Louvain, 2 juillet 1941) est un avocat, homme politique libéral et bourgmestre de la ville de Louvain.

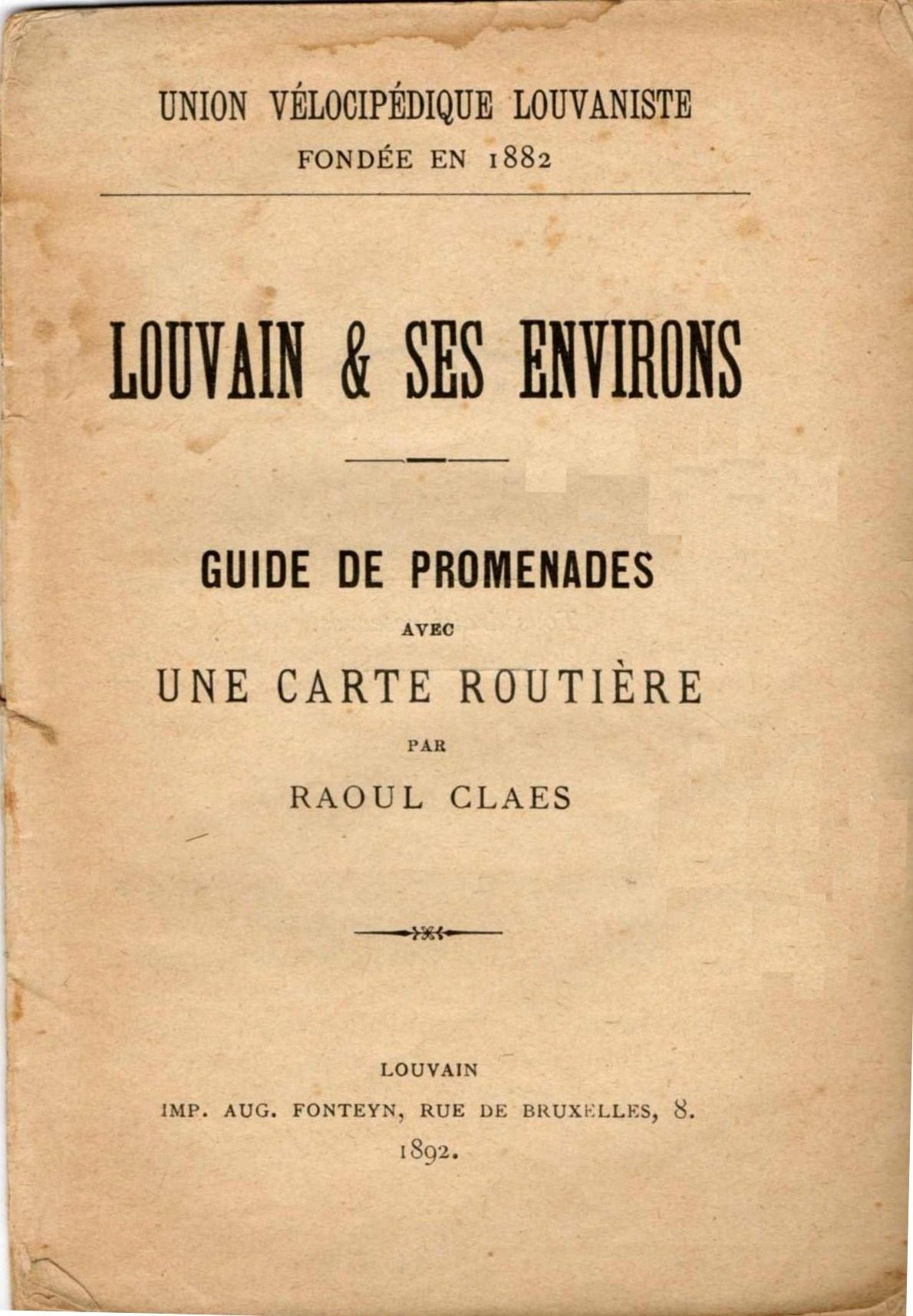
Guide de promenades cyclistes rédigé par Raoul Claes. (page 3)

## Biographie
La vie de Raoul Claes qui s’est établi à Louvain d’abord pour ses études de droit, est fortement marquée par sa passion pour le vélo. Il découvrit la bicyclette à Louvain. Le 11 septembre 1882 il fonde avec quelques amis étudiants le Véloce Club Louvaniste. Un des membres de ce club, Emile Sweron, fut sacré champion de Belgique de grand bi le 7 septembre 1884. Un an plus tard le club se scinde en deux. Le 22 septembre 1885 naît l’Union Vélocipédique Louvaniste dont Claes devient le secrétaire et plus tard le président de la section Brabançonne en janvier 1893. En cette qualité il a été impliqué dans l’organisation de la première classique Paris-Bruxelles. Il a été le président de la Royale ligue vélocipédique belge de 1893 à 1897. Durant sa présidence, le nombre de clubs est passé de 34 à 189 et le nombre de membres de 1750 à 10375. En 1891 il publia un guide des promenades cyclistes dans la région de Louvain.
En 1904 il a été élu conseiller communal libéral à Louvain et en 1905 il devint échevin de l’enseignement. Il siège aussi à partir du 10 novembre 1904 comme député libéral. Il se retire de la vie politique nationale en 1938. De 1934 à 1938 il assumera la fonction de bourgmestre de Louvain.

## Sources
- Devuldere, R., Biografisch repertorium der Belgische parlementairen, senatoren en volksvertegenwoordigers 1830 tot 1.8.1965, Gent, R.U.G. onuitgegeven licentiaatsverhandeling (sectie geschiedenis), 1965, p. 2506-2508.
- Van Molle, P., Het Belgisch parlement 1894-1969, Gent, Erasmus, 1969, p. 42.